# 젠툴킷
젠툴킷(gentoolkit)은 젠투 리눅스에서 사용하는 포티지 패키지 관리 시스템의 관리/개발 툴이다. 젠툴킷은 포티지 자체를 이용하여 설치하고 젠투 리눅스에서는 "emerge gentoolkit"이라는 명령으로 젠툴킷을 설치한다.
이 도구는 두 가지 관계있는 젠툴킷과 젠툴킷-dev 패키지로 분류된다. 다른 포티지 부분과 마찬가지로 파이썬으로 작성되었다.

## 젠툴킷
이 패키지는 포티지 관리 툴로 구성된다.
- 이클린(eclean) - 사용하지 않는 오래된 소스 코드와 바이너리 패키지를 삭제한다.
- 이쿼리(equery) - 주요한 툴로서, 설치된 패키지에서 소유 파일이나 의존성 정보를 얻는 데 사용한다.
- 이유즈(euse) - USE 플래그를 설정하기 위한 유틸리티이다.
- glsa-체크(glsa-check) - GLSA를 검사하고 시스템에 취약점이 있으면 경고한다.
- revdep-리빌드(revdep-rebuild) - 깨진 공유 라이브러리 의존성을 포함한 바이너리를 검색하고 찾은 것을 다시 생성한다.

## 젠툴킷-dev
이 패키지는 포티지 개발 툴로 구성된다.
- 이뷰cvs(eviewcvs) - ViewCVS URL들을 생성한다.
- 젠싱크(gensync) - 로컬 포티지 트리를 임의의 업스트림 레파지토리에 동기화 한다.
- 이키워드(ekeyword) - 이빌드의 집합에 키워드를 변경하거나 업데이트한다.
- 이범프(ebump) - 이빌드와 모든 지원 파일의 리비전 넘버를 교체시킨다.
- 이체인지로그(echangelog) - 자동으로 이빌드 변경 기록 항목을 작성한다.